# Стейковий пиріг

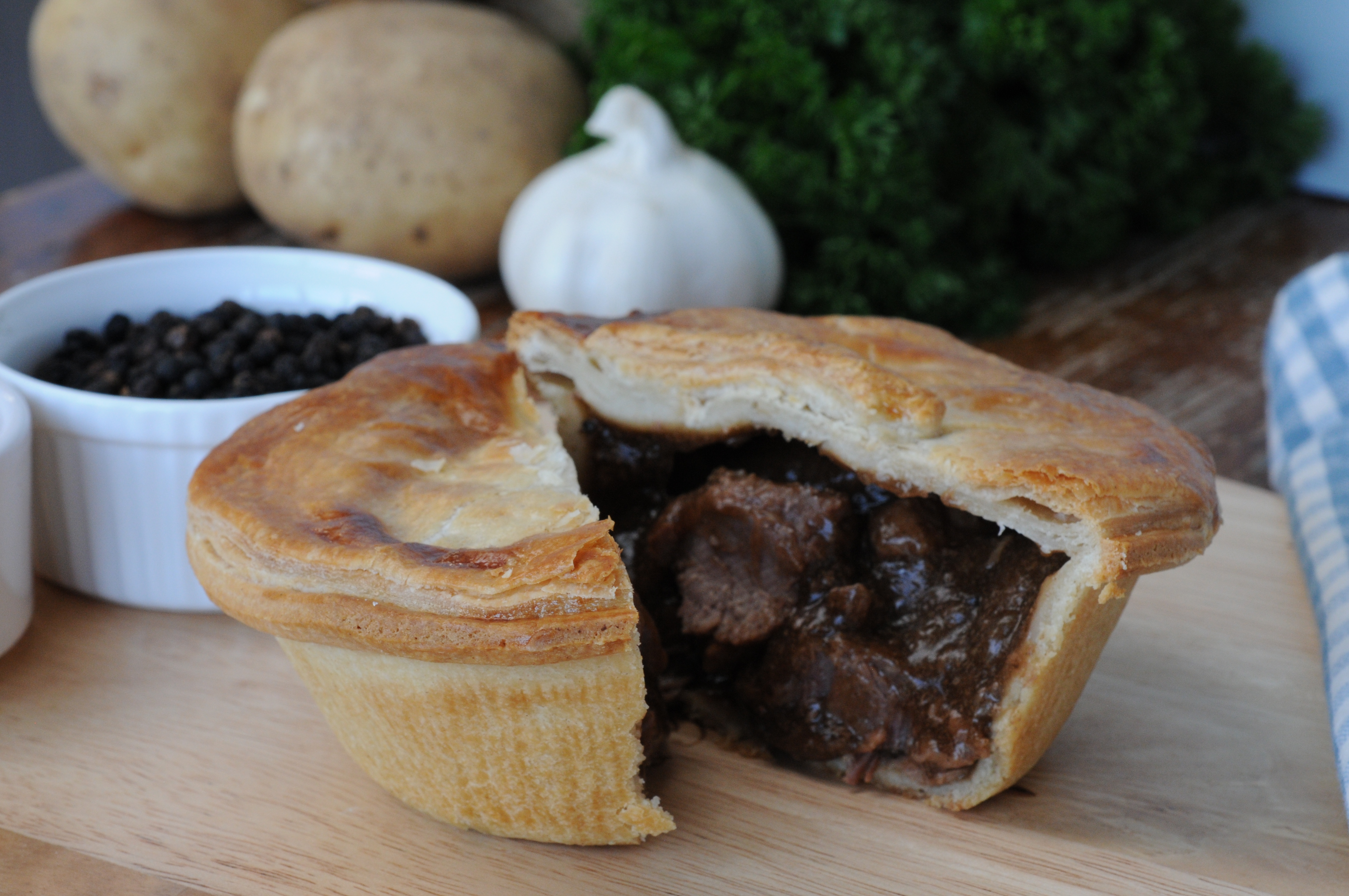
Стейк та пиріг з елем ручної роботи. Дуже традиційний англійський смак пирога

Стейковий пиріг — традиційний м'ясний пиріг, який подають у Великій Британії. Готується з тушкованого стейка і підливи з яловичини, укладених в кондитерську оболонку. Іноді в начинку додають овочеву суміш. Страву часто подають з «стейк-чипсами» (товсто нарізаною картоплею, смаженою, іноді в яловичині).

## Особливості
Стейкові пироги також можна придбати в магазинах, які подають зі звичайною картоплею фрі, які в Шотландії називають вечерею зі стейками. Вечеря, як стейк, зазвичай супроводжується сіллю та оцтом; проте в Единбурзі популярна комбінація спиртового оцту та коричневого соусу, відома просто як «соус» або «соус чиппі». Точні пропорції кожного інгредієнта унікальні для кожного продукту на винос. Деякі магазини Fish and Chips, зокрема в Шотландії, розігрівають попередньо приготовані заморожені пироги, опускаючи їх у фритюрницю.
У Великій Британії м'ясні пироги (а також гамбургери та чипси) є традиційною гарячою їжею під час футбольних матчів перед початком або під час перерви. У Великій Британії м'ясний пиріг є синонімом футболу, тому на British Pie Awards вручається нагорода за найкращий футбольний пиріг.
Багато шотландців святкують Гоґманай («Новий рік») обідом із стейкового пирога.

## Різновиди
Інші види стейкових пирогів доступні по всьому світу, зокрема в Австралії та Новій Зеландії. В Ірландії Guinness Stout зазвичай додають разом з беконом і цибулею, і результат зазвичай називають стейком і пирогом Гіннеса (або скорочено Pie Guinness). Пиріг зі стейками та елем — це подібний виріб, популярний у британських пабах, де замість Гіннеса використовується один із різноманітних сортів елю.

## Рецепт
Інгредієнти
- 3 ст.л. соняшникової олії
- 1 кг тушкованого стейка, нарізаного кубиками
- 2 цибулини, грубо нарізані
- 3 ст.л. звичайного борошна
- 1 ст.л. томатного кетчупу
- 2 кубики яловичого бульйону, змішані з 600 мл окропу
- 375 г готового розкатаного листкового тіста
- 1 яєчний жовток, збитий

Етап 1
Щоб приготувати начинку, розігрійте духовку до 160°C/140°C. Нагрійте половину олії у великій формі для запікання, дуже добре підрум'яньте м'ясо, а потім відкладіть убік. Додайте цибулю, додавши ще трохи олії, і готуйте на повільному вогні 5 хвилин, доки вона не змінить колір.
Етап 3
Всипте борошно, помішуючи, доки борошно не підрум'яниться. Перекладіть м'ясо та всі соки назад у сковороду разом з кетчупом і добре перемішайте. Влийте бульйон, приправте, доведіть до кипіння, накрийте кришкою і поставте в духовку приблизно на 2 години, поки м'ясо не стане м'яким. Начинку можна приготувати за три дні до приготування і зберігати в холодильнику або заморозити до трьох місяців.
Етап 3
Щоб приготувати пиріг, розігрійте духовку до 220С/200С. Викладіть начинку у форму для пирога з бортиком 24-26 см і змастіть бортик форми жовтком. Розгорніть тісто, викладіть на форму і за допомогою ножа обріжте краї та притисніть їх до бортика форми. За бажанням, обрізки можна згорнути, щоб зробити прикрасу. Рясно змастіть пиріг яєчним жовтком. Зробіть кілька невеликих надрізів у центрі пирога і випікайте 40 хвилин до золотистого кольору. Перед подачею дати постояти кілька хвилин.